# Robert Ouko
Robert Ouko (Manga, 24 ottobre 1948 – Nairobi, 18 agosto 2019) è stato un mezzofondista e velocista keniota, specializzato nei 400 e negli 800 metri piani.
Ha partecipato a due edizioni dei Giochi olimpici (Città del Messico 1968 e Monaco di Baviera 1972) conquistando una medaglia nel 1972.

## Palmarès
| Anno | Manifestazione  | Sede              | Evento      | Risultato  | Prestazione | Note |
| ---- | --------------- | ----------------- | ----------- | ---------- | ----------- | ---- |
| 1968 | Giochi olimpici | Città del Messico | 800 m piani | Semifinale | 1'47"1      |      |
| 1972 | Giochi olimpici | Monaco            | 800 m piani | 5º         | 1'46"53     |      |
| 1972 | Giochi olimpici | Monaco            | 4×400 m     | Oro        | 2'59"83     |      |